# يونيت ليفي

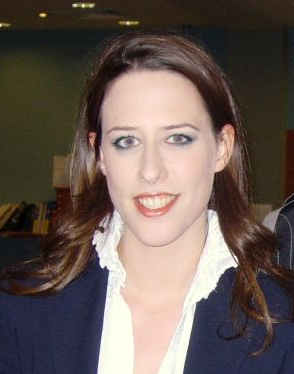

يونيت ليفي (بالعبرية: יונית לוי) مذيعة تلفاز وصحفية إسرائيلية في القناة الثانية الإسرائيلية. ولدت في التلة الفرنسية بالقدس المحتلة. تزوجت عام 2011 . وهي من اليهود الأشكناز. شهيرة بتقديم نشرة 8 مساء في القناة الثانية الإسرائيلية.

## في الحرب على غزة 2009
أبدت تعاطفها مع الأوضاع الإنسانية في غزة خلال إحدى نشرات القناة الإسرائيلية الثانية، ثم بكت في نهاية نشرة لاحقة. في اليوم الثالث للحرب على غزة عام 2009، قالت في نهاية النشرة: (من الصعب إقناع العالم بأن الحرب عادلة عندما يموت لدينا شخص واحد بينما يموت من الفلسطينيين أكثر من 350 شخصا).

### تهمة التعاطف مع العدو
عقب كلامها، أطلقت إسرائيلية عريضة للتنديد بها، واتهامها بأنها «معادية للصهونية ومتعاطفة مع العدو» والدعوة لطردها من عملها. وكان الهدف من العريضة الحصول على 10 آلاف توقيع، لكن بعد أقل من أسبوعين على إطلاقها وقع عليها 34 ألف شخص، واستمرت التوقيعات، مما دفع صاحبتها لإيقافها لأنها لم تتمكن من ضبط التواقيع كما تقول.
وقالت وكالة «ناشونال نيوز» الإسرائيلية إنها واجهت انتقادات أيضا داخل القناة الثانية نفسها؛ حيث اعتبر البعض أنها «تضعف الشعور القومي»، من خلال إجرائها مقابلات متعاطفة مع سكان غزة، سألتهم فيها عن الاصابات بين المدنيين هناك. وحملة الانتقادات المترافقة مع العريضة دفعتها من «رودو الفعل العاطفية» تجاه غزة، وذلك عندما أنهت نشرت الثامنة مساء يوم 6 يناير/ كانون الثاني 2009 بذرف دموعها.

## روابط خارجية
- يونيت ليفي على موقع IMDb (الإنجليزية)